# علم الأحياء النمائي

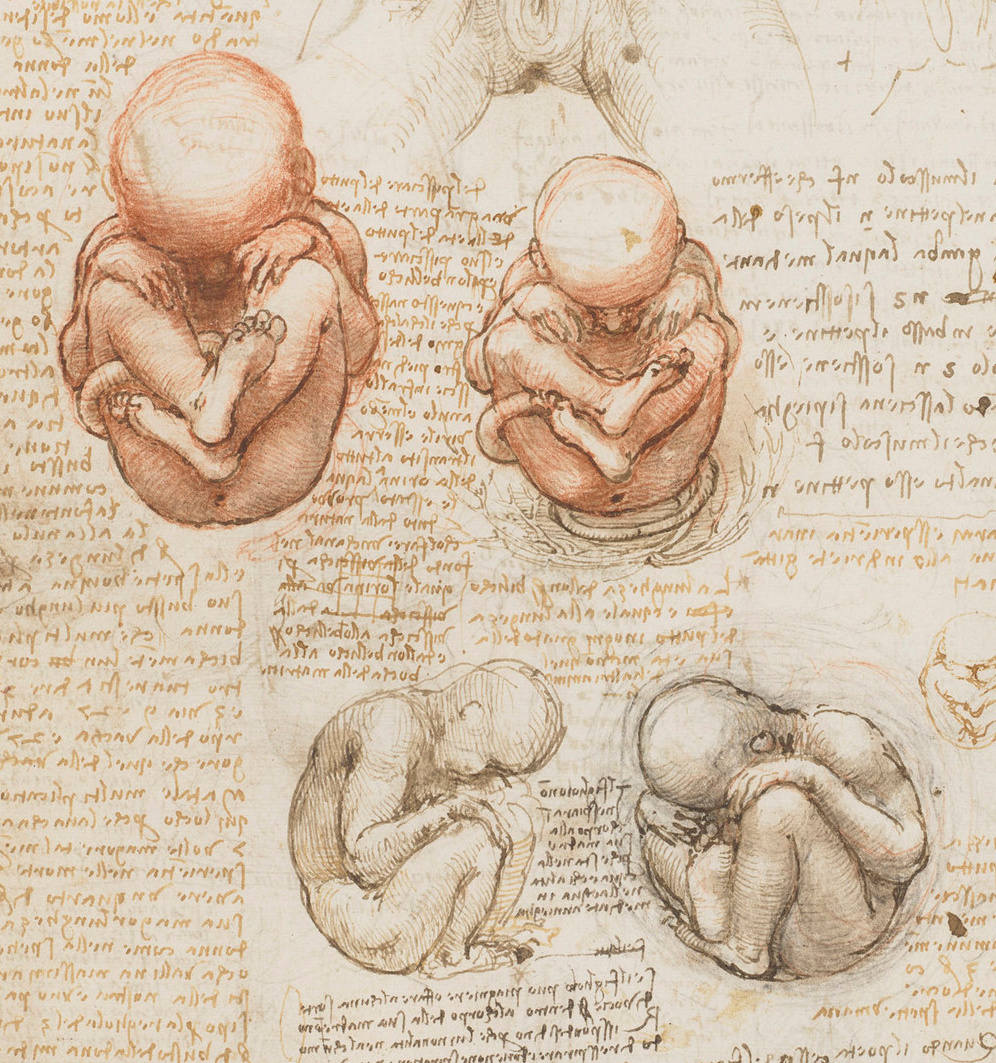
"Views of a Foetus in the Womb", ليوناردو دا فينشي, ca. 1510-1512. Fetal development is a major subject of developmental biology

علم الأحياء النَمَائِي  (بالإنجليزية: Developmental biology) هي دراسة العملية التي تنمو وتتشكل وتتطور بها الكائنات الحية المعقدة التركيب مثل الإنسان والحيوان والنباتات أيضا خلال مراحل نموها. علم الأ حياء النمائي الحديث يدرس التحكم الجيني بنمو الخلايا، التمايز الخلوي، والتخلق؛ وهي عمليات تنشأ عنها تنوع الخلايا لتكوين أعضاء كل منها له وظيفته الحيوية، وأنسجة وعظام وأعضاء وكامل بنية الجسم.
يشكل علم الجنين أحد فروع هذا العلم حيث يدرس العضويات بين مرحلة الخلية الوحيدة (زيغوت) ونهاية المرحلة الجنينية، وهي ليست بالضرورة بداية الحياة الطبيعية الحرة. كان علم الجنين بداية علما وصفيا حتى القرن العشرين.
يرتبط بهذا العلم تخصص آخر يدعى علم الأحياء النمائي التطوري evolutionary developmental biology تشكل في التسعينات من القرن العشرين وهو تركيب من الحقائق التي تنتج عن علم الأحياء النمائي الجزيئي وعلم الأحياء التطوري الذي يدرس تنوع واختلاف الأشكال الحيوية للكائنات من وجهة نظر تطورية.
النتائج التي يجدها علم الأحياء النمائي يمكن أن تساعد في فهم الاختلالات النمائية developmental malfunctions مثل الزيغ الصبغي (chromosomal aberration)، مثلا متلازمة داون. كما أن فهم تخصصات الخلايا خلال مرحلة التطور الجنيني يمكن أن تساعد في الحصول على معلومات عن كيفية تخصص الخلايا الجذعية لتشكيل أنسجة نوعية مختلفة وأعضاء مختلفة، يمكن ان تقود لاستنساخ نوعي للأعضاء لأغراض طبية ومساعدة المرضى. العملية الأخرى المهمة التي تحدث أثناء النمو هي الاستماتة apoptosis - انتحار الخلية (بعض الخلايا تموت أثناء النمو) - لأجل هذا يحاول هذا العلم بناء نماذج للنمو تستخدم لفهم فيزيولوجيا والأساس الجزيئي للعمليات الخلوية.

## مصطلحات في علم الأحياء النمائي
سقاء allantois، سلى amnion، كيسة أريمية blastocyst، قسيم أرومي blastomere، أريمة blastula، تشكل الأريمة blastulation، مشيماء chorion، خادرة chrysalis، انشطار cleavage، جنين embryo، تخلق جنيني embryogenesis، تخلق المضغة embryogeny، علم الجنين embryology، extra-غشاء جنيني، معيدة gastrula، معيدة، طبقة التبرعم، بلاسما إنتاشية germ plasm، إنتاش germination، تحريض، مراهقة، يرقة larva، تأثير أمومي maternal effect، استحالة metamorphosis، جينوم genome، تخلق morphogenesis، تويتة morula، استدامة المرحلة اليرقية neoteny, نمو عصبي neural development، حوراء nymph، تنشؤ الفرد ontogeny، بيضة ملقحة oosperm، ovism، تخلق القدم paedogenesis، شمولية التخلق pangenesis، علم تطور السلالات phylogeny، منشم primordium، خادرة pupa، رديم rudiment، بذرة seed، تنظيم ذاتي self-organization، مسخيات teratology، لاقحة zygote

## عضويات نموجية في دراسة النمو والتطور الجنيني
متعضيات نموذجية:
- حبليات
  - سهيمات Branchiostoma lanceolatum
  - Zebrafish زيبرا
  - Medakafish أورزياس لاتيبس
  - Fugu Takifugu rubripes
  - ضفدعs قيطم أفريقي
  - Chicken دجاج الأدغال الأحمر
  - Mouse فأر المنازل (تخلق مضغي)
- لافقاريات
  - قنفذ البحر
  - ديدان  ربداء رشيقة الأسطوانية
  - Fruit fly دروسوفيلا ميلانوجاستر (Drosophila embryogenesis)
- نباتات (تخلق جنيني نباتي)
  - رشاد أذن الفأر
  - ذرة (نبات)
  - زهرة الخطم
- آخرون كما شاع استخدام قنافذ البحر والكيسيات لبعض الأغراض. لدراسات التجدد، تُستخدم البرمائيات ذوات الذيل مثل عفريت الماء أمبيستوما مكسيكانوم ، وأيضًا ديدان البلاناريا مثل شميدتيا مديتيرانيا. كما ثبت أن العضيات [الإنجليزية] نموذج فعال للتطور.[4][5][6]

## وصلات خارجية
- علم الأحياء النمائي - تأليف سكوت غيلبرت (كتاب متاح على الإنترنت) (بالإنجليزية)
- مكتبة افتراضية - علم الأحياء النمائي (بالإنجليزية)
- آخر أخباء علم الأحياء النمائي (بالإنجليزية)
- معهد ماكس بلانك لعلم الأحياء النمائي (بالإنجليزية)